# Plateau télé (album)
Ne pas confondre avec Plateau télé (bloc de programmes), bloc de programmes français de France 2.
Albums de Aldebert
Sur place ou à emporter
(2003)
Plateau Télé est le premier album du chanteur français Aldebert, sorti en 2000.

## Liste des pistes
1. Vivement la fin
2. Plateau Télé
3. Mathilde
4. Cadaqués (instrumental)
5. Un contrat merveilleux
6. Calculateurs
7. Le Petit Chef
8. Un mariage t'reggae
9. Le Manège (live)
10. Tu t'amuses quand ? (live)
11. Besac (live)
12. Vivement la fin (version plage)
13. 90 rue des granges (Chanson cachée)